# چوکاک (کوزان)
چوکاک (به ترکی استانبولی: Çokak) یک منطقهٔ مسکونی در ترکیه است که در قوزان (ترکیه) واقع شده‌است.